# Maksim Tadejovič Rilski
Maksim Tadejovič Rilski (ukrajinsko Максим Тадейович Рильський, latinizirano: Maksym Tadejovyč Ryl'sk'yj), ukrajinski pesnik, prevajalec in družbeno političen delavec, * 19. marec 1895, † 24. julij 1964.
Riljski je bil član Ukrajinske akademije znanosti. Kot pesnik je bil prefinjen lirik. Po oktobrski revoluciji je pripadal skupini neoklasikov. Pisal je domoljubne pesmi iz aktualnega političnega življenja. Veliko je prevajal, tudi iz jugoslovanske književnosti.
Njegova najpomembnejša dela:
- Sinja daljava (zbirka pesmi)
- Skozi burjo in sneg
- Zvestoba
- Rože in železo